# Consejo Mundial de Automovilismo
El Consejo Mundial de Automovilismo es el organismo más poderoso de la Federación Internacional del Automóvil (FIA). Éste decide sobre la regulación en varias series de carreras organizadas por la FIA, desde el karting hasta la Fórmula 1. Sus miembros son elegidos por la Asamblea General de la FIA, la cual está compuesta por miembros de los clubes nacionales del automóvil de todo el mundo. Es uno de los dos Consejos Mundiales con los que cuenta la FIA, el otro se ocupa de cuestiones como el turismo.
El Consejo Mundial de Automovilismo se reúne tres o cuatro veces al año para examinar las propuestas de las comisiones especializadas de la FIA. Actualmente está compuesta por 26 miembros, entre ellos el presidente de la FIA, Jean Todt y el propietario de los derechos comerciales de la Fórmula 1, Bernie Ecclestone.

## Lista de miembros
| Cargo              | Representando                                   | Miembro                          |
| ------------------ | ----------------------------------------------- | -------------------------------- |
| Presidente         | Francia                                         | Jean Todt                        |
| Presidente adjunto | Reino Unido                                     | Graham Stoker                    |
| Vicepresidente     | México                                          | José Abed                        |
| Vicepresidente     | Mónaco                                          | Michel Boeri                     |
| Vicepresidente     | Nueva Zelanda                                   | Morrie Chandler                  |
| Vicepresidente     | Italia                                          | Enrico Gelpi                     |
| Vicepresidente     | España                                          | Carlos Gracia Fuertes            |
| Vicepresidente     | Emiratos Árabes Unidos                          | Mohammed Ben Sulayem             |
| Vicepresidente     | Tanzania                                        | Surinder Thatthi                 |
| Miembro            | Baréin                                          | Sheikh Abdulla Bin Isa Alkhalifa |
| Miembro            | Australia                                       | Garry Connelly                   |
| Miembro            | Grecia                                          | Vassilis Despotopoulos           |
| Miembro            | Portugal                                        | Luis Pinto de Freitas            |
| Miembro            | Croacia                                         | Zrinko Gregurek                  |
| Miembro            | China                                           | Wan Heping                       |
| Miembro            | Rusia                                           | Victor Kiryanov                  |
| Miembro            | República Dominicana                            | Henry Krausz                     |
| Miembro            | India                                           | Vijay Mallya                     |
| Miembro            | Paraguay                                        | Hugo R. Mersan                   |
| Miembro            | República Checa                                 | Radovan Novak                    |
| Miembro            | Suecia                                          | Lars Österlind                   |
| Miembro            | Venezuela                                       | Vicenzo Spano                    |
| Miembro            | Singapur                                        | Teng Lip Tan                     |
|                    | Comisión Internacional de Karting               | Nicolas Deschaux                 |
|                    | Comisión de Fabricantes de la FIA               | François Cornelis                |
|                    | Entidad Promocional del Campeonato de Fórmula 1 | Chase Charey                     |